# Sphinx kalmiae
Espèce
Le sphinx du laurier, Sphinx kalmiae, est une espèce de lépidoptères (papillons) appartenant à la famille des Sphingidae, à la sous-famille des Sphinginae, à la tribu des Sphingini et au genre Sphinx.

## Description
L'envergure varie de 75 à 103 mm  (longueur de la langue 40 mm).
La face dorsale des ailes inférieures est de couleur brun-jaune avec une barre foncée assez large le long de la marge intérieure. Au repos, les ailes embrassent le corps, donnant à ce papillon un aspect long et mince.

### La chenille et la maturation de la nymphe
La chenille mue et grandit par paliers. Elle est bleu-vert ou jaune-vert avec sept lignes diagonales blanches bordées de noir au-dessus et le plus souvent jaunes en dessous.

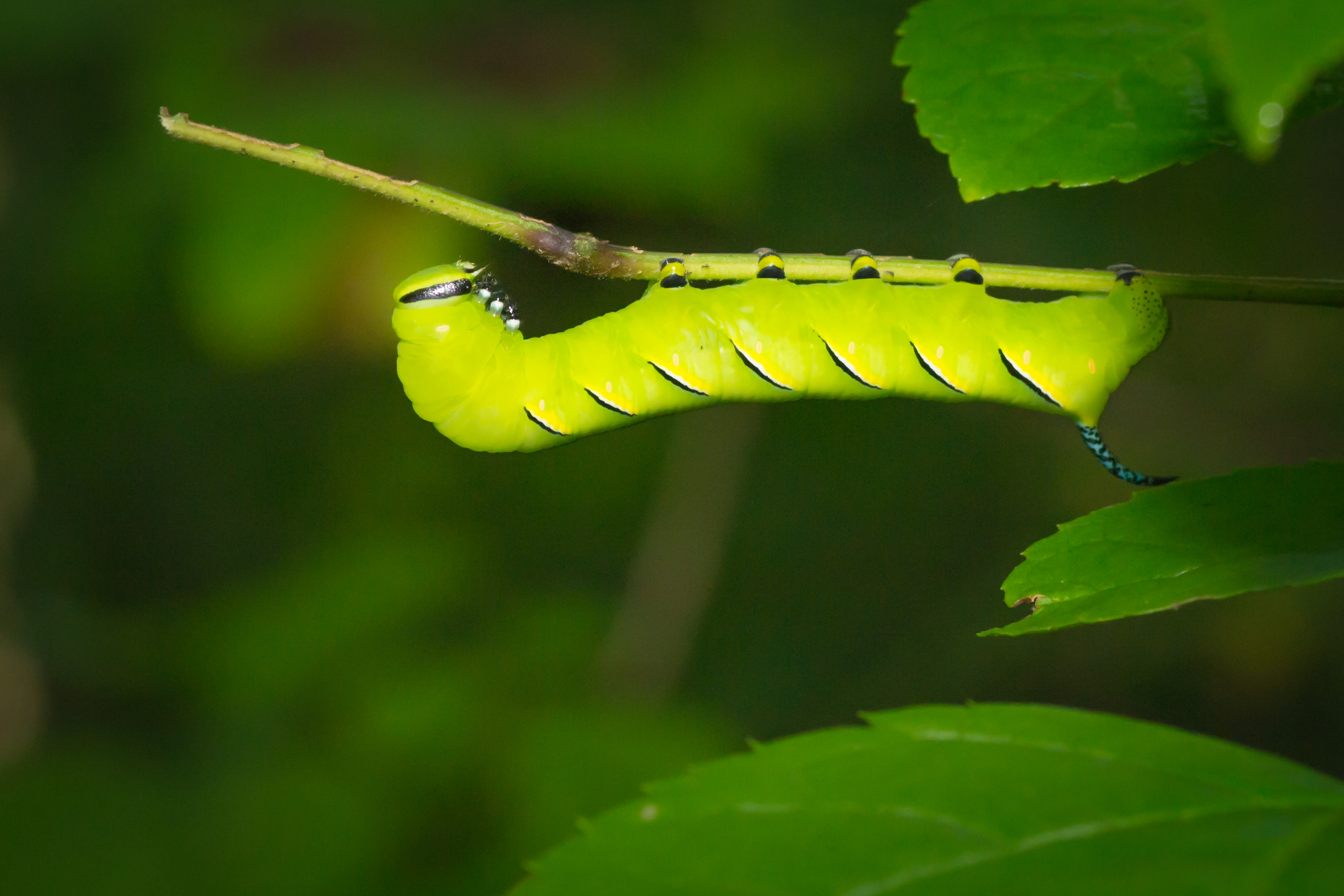

### Imago

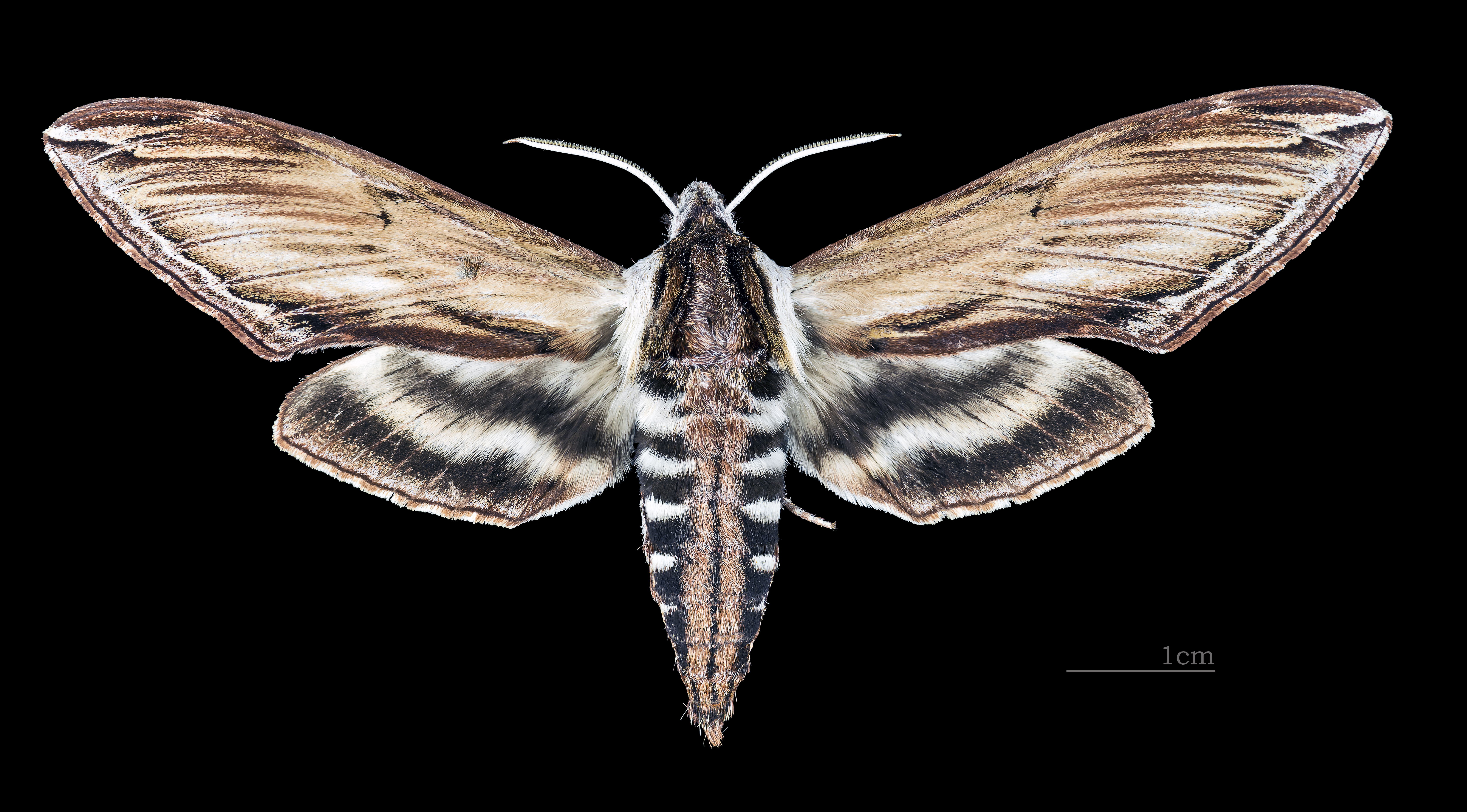
♂ Face dorsale (coll.MHNT)
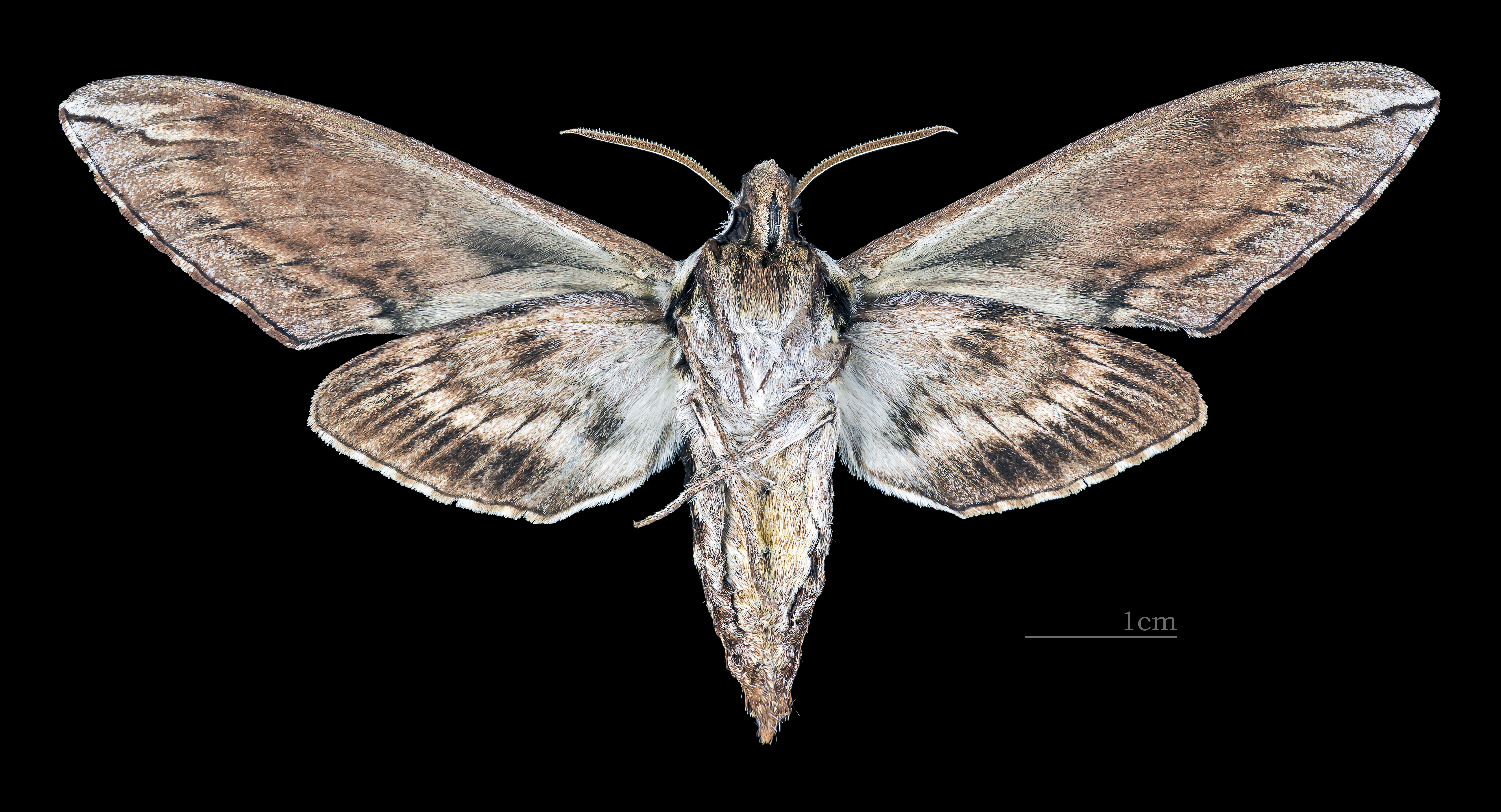
♂ △Face ventrale (coll.MHNT)
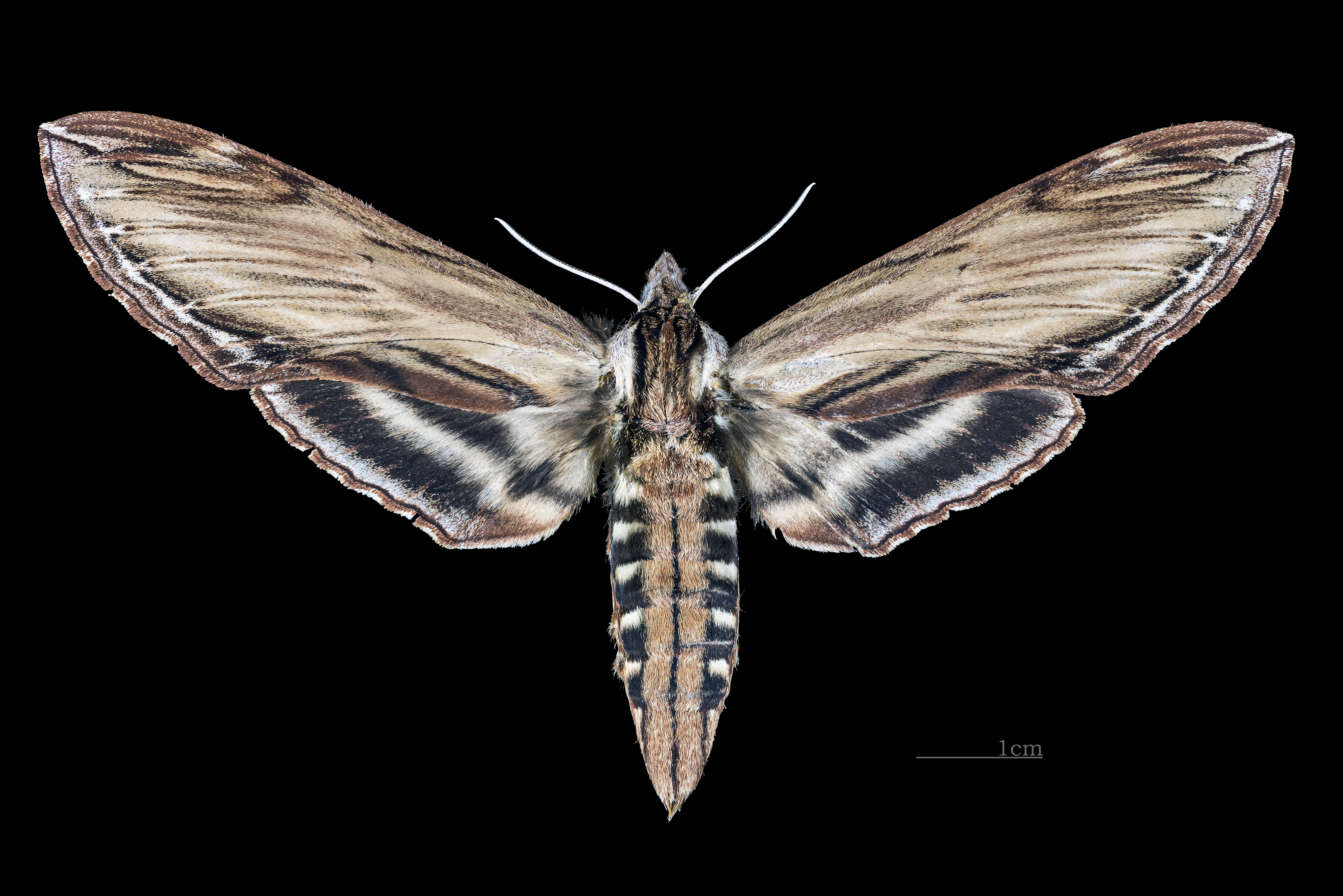
♀ Face dorsale (coll.MHNT)
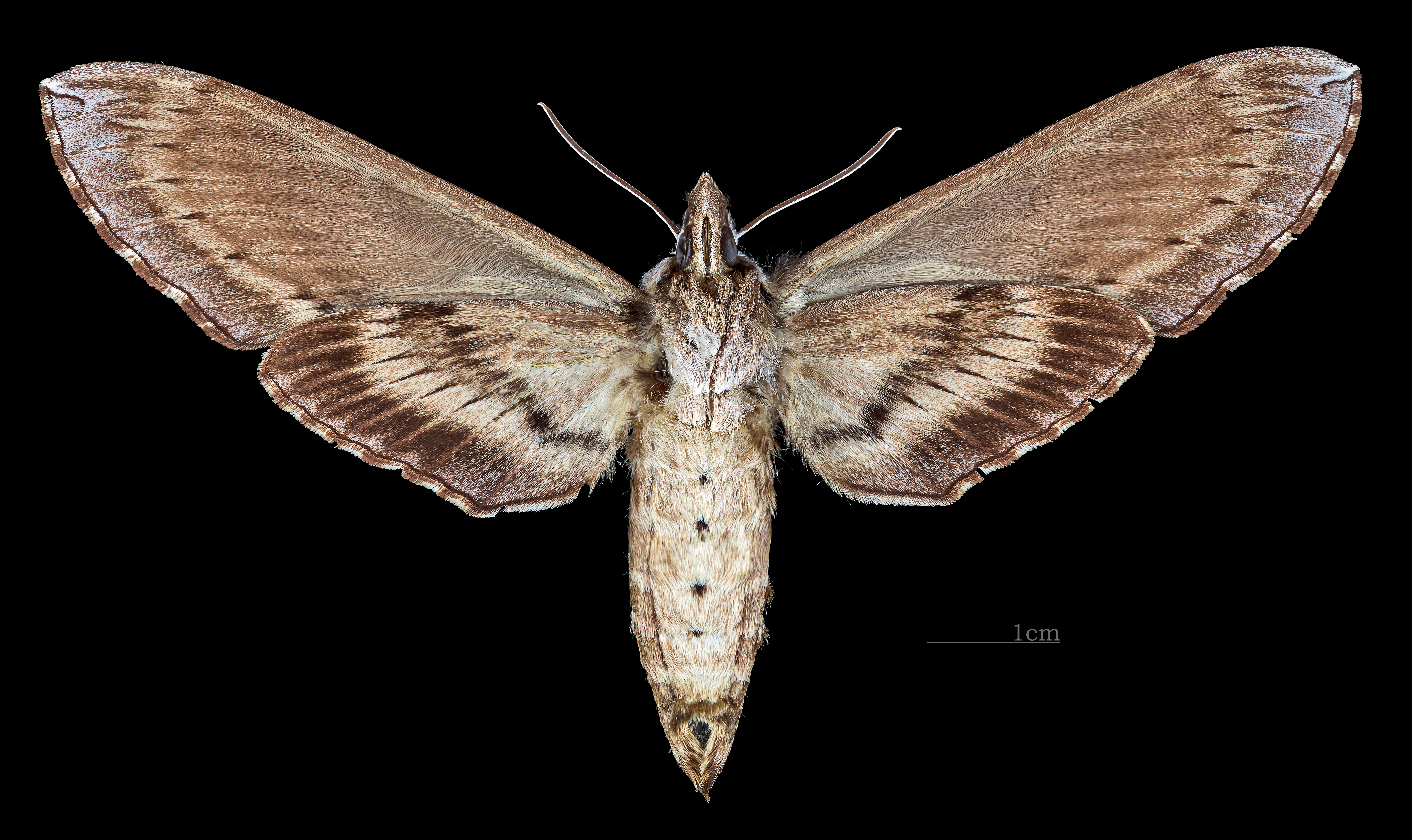
♀ △Face ventrale (coll.MHNT)

## Répartition
L'espèce est connue dans le tiers oriental de l'Amérique du Nord, des provinces maritimes au nord de la Floride. Leur aire s'étend plus loin à l'ouest du Canada et leur présence a été confirmée au Saskatchewan et au Québec. La Géorgie est la localité type pour l'espèce.

## Biologie
Au Canada, la plupart des adultes volent en juin et en juillet. Dans le New Jersey et le Connecticut et les États de cette latitude, il y a deux générations par an (vol de fin mai-juin et de juillet à août). Il y a jusqu'à six générations en Louisiane avec la première nidification au début de la mi-avril.
- Les chenilles se nourrissent sur les espèces des genres Chionanthus, Kalmia, Syringa et Fraxinus.

## Systématique
L'espèce Sphinx kalmiae a été décrite par le naturaliste britannique James Edward Smith en 1797.

### Nom vernaculaire
- Sphinx du laurier